# 清泉街道 (沈阳市)
清泉街道，是中华人民共和国辽宁省沈阳市沈北新区下辖的一个乡镇级行政单位。

## 行政区划
清泉街道下辖以下地区：
清宇社区、崔公堡社区、中五旗社区、泥沟堡社区、清泉社区、小洋河社区、前腰堡社区、后腰堡社区、前屯社区、后屯社区、拥屯社区、依路社区和湾道社区。